# Llista d'espècies de telèmids
Aquesta pàgina presenta una llista de totes les espècies descrites de la família d'aranyes dels telèmids (Telemidae) amb data del 14 de setembre de 2013. Aquesta família fou descrita per L. Fage el 1913.

## Apneumonella
Apneumonella Fage, 1921
- Apneumonella jacobsoni Brignoli, 1977 — Sumatra, Malàisia
- Apneumonella oculata Fage, 1921 — Tanzània

## Cangoderces
Cangoderces Harington, 1951
- Cangoderces cameroonensis Baert, 1985 — Camerun
- Cangoderces christae Wang & Li, 2011 — Costa d'Ivori[3]
- Cangoderces koupeensis Baert, 1985 — Camerun
- Cangoderces lewisi Harington, 1951 — Sud-àfrica
- Cangoderces milani Wang & Li, 2011 — Camerun

## Jocquella
Jocquella Baert, 1980
- Jocquella boisai Baert, 1984 — Nova Guinea
- Jocquella leopoldi Baert, 1980 — Nova Guinea

## Pinelema
Pinelema Wang & Li, 2012
- Pinelema bailongensis Wang & Li, 2012 — Xina

## Seychellia
Seychellia Saaristo, 1978
- Seychellia cameroonensis Baert, 1985 — Camerun
- Seychellia jeremyi Wang & Li, 2011 — Costa d'Ivori
- Seychellia lodoiceae Brignoli, 1980 — Seychelles
- Seychellia wiljoi Saaristo, 1978 — Seychelles
- Seychellia xinpingi Lin & Li, 2008 — Xina

## Telema
Telema Simon, 1882
- Telema acicularis Wang & Li, 2010 — Tailàndia
- Telema adunca Wang & Li, 2010 — Xina
- Telema anguina Wang & Li, 2010 — Tailàndia
- Telema auricoma Lin & Li, 2010 — Xina
- Telema bella Tong & Li, 2008 — Xina
- Telema bifida Lin & Li, 2010 — Xina
- Telema biyunensis Wang & Li, 2010 — Xina
- Telema breviseta Tong & Li, 2008 — Xina
- Telema circularis Tong & Li, 2008 — Xina
- Telema claviformis Tong & Li, 2008 — Xina
- Telema conglobare Lin & Li, 2010 — Xina
- Telema cordata Wang & Li, 2010 — Xina
- Telema cucphongensis Lin, Pham & Li, 2009 — Vietnam
- Telema cucurbitina Wang & Li, 2010 — Xina
- Telema dengi Tong & Li, 2008 — Xina
- Telema dongbei Wang & Ran, 1998 — Xina
- Telema exiloculata Lin, Pham & Li, 2009 — Vietnam
- Telema fabata Wang & Li, 2010 — Singapur
- Telema feilong Chen & Zhu, 2009 — Xina
- Telema grandidens Tong & Li, 2008 — Xina
- Telema guihua Lin & Li, 2010 — Xina
- Telema liangxi Zhu & Chen, 2002 — Xina
- Telema malaysiaensis Wang & Li, 2010 — Borneo
- Telema mayana Gertsch, 1973 — Guatemala
- Telema mikrosphaira Wang & Li, 2010 — Xina
- Telema nipponica (Yaginuma, 1972) — Japó
- Telema oculata Tong & Li, 2008 — Xina
- Telema pedati Lin & Li, 2010 — Xina
- Telema renalis Wang & Li, 2010 — Xina
- Telema spina Tong & Li, 2008 — Xina
- Telema spinafemora Lin & Li, 2010 — Xina
- Telema spirae Lin & Li, 2010 — Xina
- Telema strentarsi Lin & Li, 2010 — Xina
- Telema tenella Simon, 1882 — Spain, França
- Telema tortutheca Lin & Li, 2010 — Xina
- Telema vesiculata Lin & Li, 2010 — Xina
- Telema wunderlichi Song & Zhu, 1994 — Xina
- Telema yashanensis Wang & Li, 2010 — Xina
- Telema zhewang Chen & Zhu, 2009 — Xina
- Telema zonaria Wang & Li, 2010 — Xina

## Telemofila
Telemofila Wunderlich, 1995
- Telemofila pecki (Brignoli, 1980) — Nova Caledònia
- Telemofila samosirensis Wunderlich, 1995 — Sumatra

## Usofila
Usofila Keyserling, 1891
- Usofila flava Chamberlin i Ivie, 1942 — EUA
- Usofila gracilis Keyserling, 1891 — EUA
- Usofila oregona Chamberlin i Ivie, 1942 (EUA)
- Usofila pacifica (Banks, 1894) (EUA, Alaska)